# Teddy Tetzlaff
Teddy Tetzlaff (ur. 5 lutego 1883 roku w Los Angeles, zm. 8 grudnia 1929 roku w Artesia) – amerykański kierowca wyścigowy.

## Kariera
W swojej karierze Tetzlaff startował głównie w Stanach Zjednoczonych w mistrzostwach AAA Championship Car oraz towarzyszącym mistrzostwom słynnym wyścigu Indianapolis 500. W trzecim sezonie startów, w 1912 roku czterokrotnie stawał na podium, w tym trzykrotnie na jego najwyższym stopniu. W Indy 500 jako drugi osiągnął linię mety. Z dorobkiem 1900 punktów został sklasyfikowany na drugim miejscu w końcowej klasyfikacji kierowców. W późniejszych latach nie zdobywał punktów do klasyfikacji mistrzostw.
Poza wyścigami, Tetzlaff podejmował również próby bicia rekordów prędkości. W 1914 roku Amerykanin ustanowił rekord wynoszący 229,85 km/h na słonym podłożu pozostałym po jeziorze Bonneville.